# Andriej Kariaka
Andriej Konstantinowicz Kariaka, ros. Андрей Константинович Каряка, ukr. Андрій Костянтинович Каряка, Andrij Kostiantynowicz Kariaka (ur. 1 kwietnia 1978 w Dniepropetrowsku) – rosyjski piłkarz pochodzenia ukraińskiego, grający na pozycji lewego pomocnika. Zmienił obywatelstwo ukraińskie na rosyjskie.

## Kariera piłkarska

### Kariera klubowa
Urodził się w Dniepropietrowsku. Jako dziecko kibicował tamtejszemu Dnipro. Zaczął uczęszczać do szkół sportowych w tym mieście, ale w 1985 wyjechał wraz z rodzicami do Zaporoża i tam też rozpoczął treningi w młodzieżowej drużynie Metałurha Zaporoże. 3 marca 1996 roku zadebiutował w pierwszym zespole, w wygranym 1:0 meczu z rezerwami Szachtara Donieck, rozegranym w ramach Pucharu Ukrainy. Natomiast w ukraińskiej lidze swój pierwszy mecz rozegrał 26 marca, a Metałurh wygrał z Dnipro 2:1. W 1996 roku zajął z tym klubem 6. pozycję w lidze, a w kolejnych – 8. i 9. W 1998 roku Andriej przeszedł do CSKA Kijów. W sezonie 1998/1999 wystąpił z CSKA w Pucharze Zdobywców Pucharów i zagrał zarówno w dwumeczu z Cork City, jak i Lokomotiwem Moskwa. W sezonie 1999/2000 stracił jednak miejsce w składzie i niemal połowę sezonu spędził w rezerwach CSKA.
Latem 2000 wyjechał do Rosji i został zawodnikiem Krylji Sowietow Samara. W rosyjskiej ekstraklasie zadebiutował 13 sierpnia w zremisowanym 1:1 meczu z Anży Machaczkała, w którym wywalczył rzut karny dla Krylji. W 2001 roku wywalczył miejsce na lewym skrzydle klubu z Samary, który zajął 5. miejsce w Premier Lidze. W 2002 roku strzelił 12 goli w lidze i był najlepszym strzelcem Krylji, która ponownie zakończyła sezon na 5. pozycji. W 2003 roku uzyskał 9 bramek w trakcie sezonu stając się najlepszym strzelcem w historii klubu. W 2004 roku wykazał się jeszcze wyższą skutecznością zdobywając 17 goli i tylko o jedno trafienie przegrał w walce z Aleksandrem Kierżakowem o tytuł króla strzelców. Krylja zajęła wówczas 3. miejsce, najwyższe w historii występów w ekstraklasie Rosji.
Latem 2005 roku przeszedł do jednego z najlepszych klubów Portugalii, SL Benfica. Klub ten zapłacił za niego 2 miliony euro. W Benfice nie potrafił przekonać do swoich umiejętności trenera Ronalda Koemana i wystąpił zaledwie w 9 spotkaniach zaliczając jedno trafienie (w wygranym 2:0 meczu z Estrelą Amadora). Natomiast w rundzie jesiennej sezonu 2006/2007 zagrał ledwie dwa razy ponownie strzelając gola w meczu z Estrelą. Z Benficą dwukrotnie zajął 3. miejsce w lidze.
W zimowym oknie transferowym 2007 powrócił do Rosji i przeszedł do Saturna Ramienskoje, w którym grał przez pełne cztery sezony. Po tym jak Saturn w końcu 2010 zrezygnował z występów na najwyższym poziomie, w lutym 2011 podpisał kontrakt z Dinamem Moskwa.
W 2012 roku przeszedł do Wołgi Niżny Nowogród, w której jesienią 2014 zakończył karierę piłkarską.

### Statystyki
| Sezon   | Klub                   | Kraj       | Rozgrywki     | Mecze | Bramki |
| ------- | ---------------------- | ---------- | ------------- | ----- | ------ |
| 1995/96 | Metałurh Zaporoże      | Ukraina    | Wyszcza Liha  | 9     | 0      |
| 1996/97 | Metałurh Zaporoże      | Ukraina    | Wyszcza Liha  | 21    | 4      |
| 1997/98 | Metałurh Zaporoże      | Ukraina    | Wyszcza Liha  | 11    | 2      |
| 1998/99 | CSKA Kijów             | Ukraina    | Wyszcza Liha  | 21    | 1      |
| 1999/00 | CSKA Kijów             | Ukraina    | Wyszcza Liha  | 10    | 3      |
| 2000    | Krylja Sowietow Samara | Rosja      | Priemjer-Liga | 5     | 0      |
| 2001    | Krylja Sowietow Samara | Rosja      | Priemjer-Liga | 28    | 9      |
| 2002    | Krylja Sowietow Samara | Rosja      | Priemjer-Liga | 28    | 12     |
| 2003    | Krylja Sowietow Samara | Rosja      | Priemjer-Liga | 26    | 9      |
| 2004    | Krylja Sowietow Samara | Rosja      | Priemjer-Liga | 29    | 17     |
| 2005    | Krylja Sowietow Samara | Rosja      | Priemjer-Liga | 13    | 2      |
| 2005/06 | SL Benfica             | Portugalia | Superliga     | 9     | 1      |
| 2006/07 | SL Benfica             | Portugalia | Superliga     | 2     | 1      |
| 2007    | Saturn Ramienskoje     | Rosja      | Priemjer-Liga | 28    | 10     |
| 2008    | Saturn Ramienskoje     | Rosja      | Priemjer-Liga | 26    | 3      |
| 2009    | Saturn Ramienskoje     | Rosja      | Priemjer-Liga | 28    | 3      |
| 2010    | Saturn Ramienskoje     | Rosja      | Priemjer-Liga | 26    | 2      |
| 2011/12 | Dinamo Moskwa          | Rosja      | Priemjer-Liga | 11    | 0      |
| 2011/12 | Wołga Niżny Nowogród   | Rosja      | Priemjer-Liga | 11    | 4      |
| 2012/13 | Wołga Niżny Nowogród   | Rosja      | Priemjer-Liga | 23    | 1      |
| 2013/14 | Wołga Niżny Nowogród   | Rosja      | Priemjer-Liga | 27    | 2      |

## Kariera reprezentacyjna
W reprezentacji Rosji Kariaka zadebiutował 15 sierpnia 2001 roku w zremisowanym 0:0 meczu z Grecją. W 2004 roku został powołany przez Gieorgija Jarcewa do kadry na Euro 2004. Tam wystąpił we wszystkich trzech spotkaniach grupowych Rosjan: z Hiszpanią (0:1), z Portugalią (0:2) i z Grecją (2:1).